# 니카상
니카상(러시아어: Ника, 영어: Nika Award)은 러시아의 영화상으로, 러시아 영화 예술과학 아카데미에서 영화 산업의 탁월한 업적에 수여하는 상이다. 러시아에서 가장 오래된 영화상이다.
미국의 아카데미상을 모델로 하여 영화감독 겸 배우인 율리 구스만을 포함한 러시아 영화제작자 조합에 의해 1997년에 설립되었으며, 1988년 모스크바에서 초대 시상식이 개최되었다. 상 이름은 승리의 여신인 니케에서 유래했으며, 트로피 역시 사모트라케의 니케상을 모델로 하여 만들어졌다.
니카상 시상식은 매년 러시아 뿐만 아니라 독립국가연합 산하국에서도 방송되고 있다.

## 같이 보기
- 러시아 영화
- 소련 영화